# Grand Prix Formule 1 van Abu Dhabi 2017
De Grand Prix Formule 1 van Abu Dhabi 2017 werd verreden op 26 november 2017 op het Yas Marina Circuit. Het was de twintigste en laatste race van het kampioenschap.

## Vrije trainingen

### Uitslagen
- Er wordt enkel de top-5 weergegeven.

| Vrije training 1 | Pos | No | Coureur          | Constructeur       | Tijd     |
| ---------------- | --- | -- | ---------------- | ------------------ | -------- |
| Vrije training 1 | 1   | 5  | Sebastian Vettel | Ferrari            | 1:39.006 |
| Vrije training 1 | 2   | 44 | Lewis Hamilton   | Mercedes           | 1:39.126 |
| Vrije training 1 | 3   | 33 | Max Verstappen   | Red Bull-TAG Heuer | 1:39.154 |
| Vrije training 1 | 4   | 7  | Kimi Räikkönen   | Ferrari            | 1:39.518 |
| Vrije training 1 | 5   | 77 | Valtteri Bottas  | Mercedes           | 1:39.741 |
| Vrije training 2 | Pos | No | Coureur          | Constructeur       | Tijd     |
| Vrije training 2 | 1   | 44 | Lewis Hamilton   | Mercedes           | 1:37.877 |
| Vrije training 2 | 2   | 5  | Sebastian Vettel | Ferrari            | 1:38.026 |
| Vrije training 2 | 3   | 3  | Daniel Ricciardo | Red Bull-TAG Heuer | 1:38.180 |
| Vrije training 2 | 4   | 7  | Kimi Räikkönen   | Ferrari            | 1:38.352 |
| Vrije training 2 | 5   | 77 | Valtteri Bottas  | Mercedes           | 1:38.537 |
| Vrije training 3 | Pos | No | Coureur          | Constructeur       | Tijd     |
| Vrije training 3 | 1   | 44 | Lewis Hamilton   | Mercedes           | 1:37.627 |
| Vrije training 3 | 2   | 77 | Valtteri Bottas  | Mercedes           | 1:37.900 |
| Vrije training 3 | 3   | 7  | Kimi Räikkönen   | Ferrari            | 1:38.157 |
| Vrije training 3 | 4   | 5  | Sebastian Vettel | Ferrari            | 1:38.174 |
| Vrije training 3 | 5   | 3  | Daniel Ricciardo | Red Bull-TAG Heuer | 1:38.340 |

Testcoureurs in vrije training 1:
 George Russell (Force India-Mercedes)
 Antonio Giovinazzi (Haas-Ferrari)

## Kwalificatie
Mercedes-coureur Valtteri Bottas behaalde zijn vierde pole position van het seizoen door zijn teamgenoot Lewis Hamilton voor te blijven. Ferrari-coureur Sebastian Vettel kwalificeerde zich als derde, terwijl Red Bull-rijder Daniel Ricciardo met een goede ronde op het laatste moment de vierde plaats behaalde. Ferrari-coureur Kimi Räikkönen kwalificeerde zich als vijfde, met Max Verstappen in de Red Bull op de zesde plaats. Nico Hülkenberg kwalificeerde zich voor Renault op de zevende plaats, met het Force India-duo Sergio Pérez en Esteban Ocon achter zich op de posities acht en negen. De top 10 werd afgesloten door Williams-coureur Felipe Massa, die zijn laatste Formule 1-kwalificatie van zijn carrière afwerkte.
Toro Rosso-coureur Brendon Hartley kreeg na afloop van de kwalificatie een straf van tien startplaatsen omdat hij zijn motor moest wisselen.

### Kwalificatieuitslag
| Pos                 | No | Coureur           | Constructeur         | Q1       | Q2       | Q3       | Grid |
| ------------------- | -- | ----------------- | -------------------- | -------- | -------- | -------- | ---- |
| 1                   | 77 | Valtteri Bottas   | Mercedes             | 1:37.356 | 1:36.822 | 1:36.231 | 1    |
| 2                   | 44 | Lewis Hamilton    | Mercedes             | 1:37.391 | 1:36.742 | 1:36.403 | 2    |
| 3                   | 5  | Sebastian Vettel  | Ferrari              | 1:37.817 | 1:37.023 | 1:36.777 | 3    |
| 4                   | 3  | Daniel Ricciardo  | Red Bull-TAG Heuer   | 1:38.016 | 1:37.583 | 1:36.959 | 4    |
| 5                   | 7  | Kimi Räikkönen    | Ferrari              | 1:37.453 | 1:37.302 | 1:36.985 | 5    |
| 6                   | 33 | Max Verstappen    | Red Bull-TAG Heuer   | 1:38.021 | 1:37.777 | 1:37.328 | 6    |
| 7                   | 27 | Nico Hülkenberg   | Renault              | 1:38.781 | 1:38.138 | 1:38.282 | 7    |
| 8                   | 11 | Sergio Pérez      | Force India-Mercedes | 1:38.601 | 1:38.359 | 1:38.374 | 8    |
| 9                   | 31 | Esteban Ocon      | Force India-Mercedes | 1:38.896 | 1:38.392 | 1:38.397 | 9    |
| 10                  | 19 | Felipe Massa      | Williams-Mercedes    | 1:38.629 | 1:38.565 | 1:38.550 | 10   |
| 11                  | 14 | Fernando Alonso   | McLaren-Honda        | 1:38.820 | 1:38.636 |          | 11   |
| 12                  | 55 | Carlos Sainz jr.  | Renault              | 1:38.810 | 1:38.725 |          | 12   |
| 13                  | 2  | Stoffel Vandoorne | McLaren-Honda        | 1:38.777 | 1:38.808 |          | 13   |
| 14                  | 20 | Kevin Magnussen   | Haas-Ferrari         | 1:39.395 | 1:39.298 |          | 14   |
| 15                  | 18 | Lance Stroll      | Williams-Mercedes    | 1:39.503 | 1:39.646 |          | 15   |
| 16                  | 8  | Romain Grosjean   | Haas-Ferrari         | 1:39.516 |          |          | 16   |
| 17                  | 10 | Pierre Gasly      | Toro Rosso           | 1:39.724 |          |          | 17   |
| 18                  | 94 | Pascal Wehrlein   | Sauber-Ferrari       | 1:39.930 |          |          | 18   |
| 19                  | 9  | Marcus Ericsson   | Sauber-Ferrari       | 1:39.994 |          |          | 19   |
| 20                  | 28 | Brendon Hartley   | Toro Rosso           | 1:40.471 |          |          | 20   |
| 107%-tijd: 1:44.170 |    |                   |                      |          |          |          |      |

## Wedstrijd
De race werd gewonnen door Valtteri Bottas, die zijn derde zege van het seizoen behaalde door zijn teamgenoot Lewis Hamilton te verslaan. Sebastian Vettel eindigde op de derde plaats, met teamgenoot Kimi Räikkönen achter zich. Max Verstappen werd vijfde nadat zijn teamgenoot Daniel Ricciardo de race moest staken vanwege hydraulische problemen. Nico Hülkenberg eindigde op de zesde plaats, terwijl ook zijn teamgenoot Carlos Sainz jr. moest uitvallen nadat er bij zijn pitstop een wiel niet goed werd vastgezet aan zijn auto. De Force India-coureurs Sergio Pérez en Esteban Ocon werden zevende en achtste. De top 10 werd afgesloten door McLaren-coureur Fernando Alonso en de Williams van Felipe Massa, die één punt behaalde in zijn laatste Formule 1-race.

### Raceuitslag
| Pos. | No. | Coureur           | Constructeur         | Rondes | Tijd/Oorzaak uitval | Grid | Punten |
| ---- | --- | ----------------- | -------------------- | ------ | ------------------- | ---- | ------ |
| 1    | 77  | Valtteri Bottas   | Mercedes             | 55     | 1:34:14.062         | 1    | 25     |
| 2    | 44  | Lewis Hamilton    | Mercedes             | 55     | +3.899              | 2    | 18     |
| 3    | 5   | Sebastian Vettel  | Ferrari              | 55     | +19.330             | 3    | 15     |
| 4    | 7   | Kimi Räikkönen    | Ferrari              | 55     | +45.386             | 5    | 12     |
| 5    | 33  | Max Verstappen    | Red Bull-TAG Heuer   | 55     | +46.269             | 6    | 10     |
| 6    | 27  | Nico Hülkenberg   | Renault              | 55     | +1:25.713           | 7    | 8      |
| 7    | 11  | Sergio Pérez      | Force India-Mercedes | 55     | +1:32.062           | 8    | 6      |
| 8    | 31  | Esteban Ocon      | Force India-Mercedes | 55     | +1:38.911           | 9    | 4      |
| 9    | 14  | Fernando Alonso   | McLaren-Honda        | 54     | +1 ronde            | 11   | 2      |
| 10   | 19  | Felipe Massa      | Williams-Mercedes    | 54     | +1 ronde            | 10   | 1      |
| 11   | 8   | Romain Grosjean   | Haas-Ferrari         | 54     | +1 ronde            | 16   |        |
| 12   | 2   | Stoffel Vandoorne | McLaren-Honda        | 54     | +1 ronde            | 13   |        |
| 13   | 20  | Kevin Magnussen   | Haas-Ferrari         | 54     | +1 ronde            | 14   |        |
| 14   | 94  | Pascal Wehrlein   | Sauber-Ferrari       | 54     | +1 ronde            | 18   |        |
| 15   | 28  | Brendon Hartley   | Toro Rosso           | 54     | +1 ronde            | 20   |        |
| 16   | 10  | Pierre Gasly      | Toro Rosso           | 54     | +1 ronde            | 17   |        |
| 17   | 9   | Marcus Ericsson   | Sauber-Ferrari       | 54     | +1 ronde            | 19   |        |
| 18   | 18  | Lance Stroll      | Williams-Mercedes    | 54     | +1 ronde            | 15   |        |
| DNF  | 55  | Carlos Sainz jr.  | Renault              | 31     | Wiel                | 12   |        |
| DNF  | 3   | Daniel Ricciardo  | Red Bull-TAG Heuer   | 20     | Hydraulisch         | 4    |        |

## Eindstanden Grand Prix
Betreft tussenstanden na afloop van de race.

### Coureurs
| Positie | No. | Rijder           | Team                 | Punten |
| ------- | --- | ---------------- | -------------------- | ------ |
| 01      | 44  | Lewis Hamilton   | Mercedes             | 363    |
| 02      | 5   | Sebastian Vettel | Ferrari              | 317    |
| 03      | 77  | Valtteri Bottas  | Mercedes             | 305    |
| 04      | 7   | Kimi Räikkönen   | Ferrari              | 205    |
| 05      | 3   | Daniel Ricciardo | Red Bull-TAG Heuer   | 200    |
| 06      | 33  | Max Verstappen   | Red Bull-TAG Heuer   | 168    |
| 07      | 11  | Sergio Pérez     | Force India-Mercedes | 100    |
| 08      | 31  | Esteban Ocon     | Force India-Mercedes | 87     |
| 09      | 55  | Carlos Sainz jr. | Renault              | 54     |
| 10      | 27  | Nico Hülkenberg  | Renault              | 43     |

### Constructeurs
| Positie | Team                 | Punten |
| ------- | -------------------- | ------ |
| 01      | Mercedes             | 668    |
| 02      | Ferrari              | 522    |
| 03      | Red Bull-TAG Heuer   | 368    |
| 04      | Force India-Mercedes | 187    |
| 05      | Williams-Mercedes    | 83     |
| 06      | Renault              | 57     |
| 07      | Toro Rosso           | 53     |
| 08      | Haas-Ferrari         | 47     |
| 09      | McLaren-Honda        | 30     |
| 10      | Sauber-Ferrari       | 5      |